# Nivo podzemne vode
Nivo podzemne vode je gornja površina zone zasićenja. Zona zasićenja je mesto gde su pore i pukotine tla zasićene podzemnom vodom, koja može biti sveža, slana ili bočasta, u zavisnosti od lokaliteta. Takođe se može jednostavno objasniti kao dubina ispod koje je tlo zasićeno.
Vodena površina je površina na kojoj je visina pritiska jednaka atmosferskom pritisku (gde je manometarski pritisak = 0). Može se vizualizovati kao „površina” podzemnih materijala koji su zasićeni podzemnom vodom u datoj blizini.
Podzemne vode mogu biti od padavina ili od podzemnih voda koje teku u vodonosni sloj. U područjima sa dovoljno padavina, voda se infiltrira kroz porene prostore u tlu, prolazeći kroz nezasićenu zonu. Na sve većim dubinama, voda ispunjava više pornih prostora u zemljištu, sve dok se ne postigne zona zasićenja. Ispod podzemne vode, u freatskoj zoni (zona zasićenja), slojevi propusnih stena koji daju podzemne vode nazivaju se akviferi. U manje propusnim zemljištima, kao što su čvrste stenske formacije i istorijske naslage na dnu jezera, nivo vode može biti teže definisati.
„Vodena površina“ i „nivo vode“ nisu sinonimi. Ako dublji vodonosni sloj ima nižu propusnu jedinicu koja ograničava uzlazni tok, tada nivo vode u ovom vodonosnom sloju može porasti do nivoa koji je veći ili manji od visine stvarnog nivoa vode. Visina vode u ovom dubljem izvoru zavisi od pritiska u dubljem vodonosnom sloju i naziva se potenciometrijska površina, a ne nivo vode.